# 爱已成殇
《爱已成殇》（羅馬化：Roy Lae Sanae Luang）是一部由Dara Video制作，苏格拉瓦·卡那诺及黛薇卡·霍内领衔主演的泰国爱情剧。此剧改编自曾翻拍成1985年电影及1993年泰国第3电视台电视剧《天使与撒旦》的泰语小说《撒旦的天使》，2013年2月15日至2013年3月24日每周五至周日晚上8时30分在泰国第7电视台播出。

## 演员阵容
- 苏格拉瓦·卡那诺 饰演 郜·苏帕甘
- 黛薇卡·霍内 饰演 安努·维查尉
- Nutthawat Plengsiriwat 饰演 安习·维查尉
- 坦雅甘·泰纳基塔娜浓 饰演 丽塔
- Tuinuey Pasarapon 饰演 欧拉查·维查尉
- 威拉卡尼·坎瓦塔纳固 饰演 柴佟
- 阿缇查楠·斯里瑟沃 饰演 诺
- 哈娜·刘易斯 饰演 Tarin